# Marie Beatrice Schwarz
Marie Beatrice Schol-Schwarz (12 de julio de 1898 - 27 de julio de 1969) fue una botánica, fitopatóloga, neerlandesa, más conocida simplemente como Bea Schwarz, quien descubrió el agente causal fúngico de la grafiosis mientras estudiaba para su doctorado en la Universidad de Utrecht, en 1922, habiendo sido el primer estudiante de doctorado de Johanna Westerdijk.
Era aborigen de Batavia, Indias Orientales Neerlandesas, en 1898. Parte de su temprana vida profesional discurrió estudiando los patógenos que afectan al maní Arachis hypogaea en la "Estación Experimental de Agricultura" de Bogor.
Se casa en 1926, y la Dra. Schwarz Se retiró de la investigación, aunque hizo estudios después de la muerte de su esposo en 1942, regresando a Holanda con sus dos hijos y participando en la Centraal Bureau voor Schimmelcultures en Baarn, donde estudió varios fungi, y escribiendo una monografía sobre el género Epicoccum.
Luego de su segundo retiro, continuó el estudio del género Phialophora, pero por su delicado estado de salud rápidamente falleció.

## Algunas publicaciones
- 1965. Cephalosporium Crotocinigenum Sp.nov. 3 pp.

- 1922. Das zweigsterben der ulmen, trauerweiden und pfirsichbäume: Eine vergleichend-pathologische studie ... (Hongo del olmo, sauce llorón y duraznero: Un estudio comparativo patológico). Baarn, Netherlands. Phytopathologisch laboratorium "Willie Commelin Scholten." Mededeelingen. Ed. A. Ooshoek, 73 pp.

## Honores
Poco antes de su deceso en 1969, fue hecha Oficial de la Orden de Orange Nassau en reconocimiento por su contribución a la fitopatología

### Epónimos
- Cultivar de olmo 'Bea Schwarz'

- La abreviatura «M.B.Schwarz» se emplea para indicar a Marie Beatrice Schwarz como autoridad en la descripción y clasificación científica de los vegetales.[5]